# El Doctor (Doctor Who)
El Doctor es el personaje principal de la serie de televisión británica Doctor Who, aunque ha aparecido en al menos dos obras cinematográficas, una gran cantidad de series derivadas, novelas en audio e historietas relacionadas con la serie.
Hasta la fecha, catorce actores han personificado el personaje en la serie de televisión (incluyendo la película de 1996 y la personificación de John Hurt), con este cambio explicado por la habilidad de la raza del personaje de regenerar su cuerpo. Muchos otros actores han representado al Doctor en el escenario, en películas y episodios especiales ocasionales de la serie.
La fortaleza de la popularidad del personaje ha llevado al Daily Telegraph a llamarlo «El alienígena favorito de Gran Bretaña». El Doctor, en su decimoquinta encarnación, es actualmente representado por Ncuti Gatwa, quien sucede a Jodie Whittaker desde el final del especial The Giggle emitido el 9 de diciembre de 2023.

## Biografía del personaje
El Doctor es un Señor del Tiempo, un extraterrestre de apariencia humana, que proviene del planeta Gallifrey, y que viaja a través del tiempo y el espacio en su internamente gigantesca nave TARDIS o Time And Relative Dimension(s) in Space (cuya traducción sería Tiempo Y Dimensión(es) Relativa en el Espacio). El Doctor explora el universo al azar, o un lugar específico proporcionado por un mensaje de auxilio, utilizando sus vastos conocimientos sobre ciencia, tecnología e historia (desde su perspectiva) para evitar cualquier crisis que ocurra en la historia, a menos que sea un "punto fijo en el espacio-tiempo". La naturaleza imprecisa de sus viajes es inicialmente atribuida a la edad y poca fiabilidad del sistema de navegación de la TARDIS. De todos modos, en el episodio The War Games de 1969, Planet of the Dead de 2009 y el final de temporada The Big Bang se revela que en realidad el Doctor robó la TARDIS; posiblemente no estaba familiarizado con sus sistemas aunque tuvo la destreza de manejarla correctamente hasta su exilio en la Tierra cuando los Señores del Tiempo le borraron la memoria. Después de su juicio y exilio en la Tierra del siglo XX, el doctor aún visita otros planetas en misiones de los Señores del Tiempo quienes pilotaban la TARDIS a lugares exactos por él. Después de que se le levanta el exilio, el Doctor regresa a sus viajes y demuestra mayor habilidad para llegar al destino que se propone (aunque no siempre sea el caso). En Journey's End, el Doctor aclara que la razón de la navegación imprecisa era que la TARDIS está diseñada para ser manejada por seis pilotos. También en The Time of Angels, se descubre que el Doctor pilota la TARDIS con los frenos activados (de ahí su característico sonido). El Doctor generalmente viaja con uno o más compañeros. La mayoría de estos deciden voluntariamente viajar con él, pero otros, específicamente en los primeros años de la serie, fueron pasajeros accidentales.

### Infancia del Doctor
La infancia del Doctor está muy poco aclarada. La serie original frecuentemente se refiere a su etapa en la academia y que pertenece a la era Prydoniana de los Señores del Tiempo, los que fueron notoriamente obstinados. Entre sus profesores se incluyeron Borusa, quien eventualmente se convertiría en Presidente del Alto Consejo, y otros alumnos incluidos El Amo y posiblemente la Rani. El Octavo Doctor, en la película de televisión de 1996, es el primero en mencionar a sus padres o su niñez antes de esto, cuando le relata a Grace Holloway que recuerda haber visto una lluvia de meteoritos en una colina pastosa acompañado de su padre.
En el capítulo The Girl in the Fireplace, Madame de Pompadour vio memorias de la niñez del Doctor durante una sesión telepática entre los dos y comentó que él era "tan solitario". Cuando le preguntan si tiene algún hermano en Smith and Jones, el Doctor simplemente respondió "ya no". En el mismo episodio, mencionó haber jugado con "bloques Roentgen (dosis de Radiación) en la guardería". El Doctor alguna vez fue muy amigo del Amo.
En The Time Monster, el Doctor dice haber crecido en una casa en la ladera de una montaña, y habla sobre un ermitaño que vivía bajo un Árbol detrás de la casa e inspiraba al Doctor cuando estaba deprimido. En la Novela de la BBC The Nightmare of Black Island el Doctor cuenta que su historia favorita de la niñez era Moxx in Socks.
En Mision to Magnus, el Doctor cuenta cómo en la academia era agredido por otro Señor del Tiempo llamado "Anzor". En Master, cuenta cómo mató a un bravucón que los molestaba a él y al Amo. Probablemente fue Anzor.
En The Sound of Drums, el Décimo Doctor describe la ceremonia de iniciación de la Academia de los Señores del Tiempo, donde, a los ocho años, a los niños Señores del Tiempo se los hace mirar dentro del Cisma Desenfrenado, una interrupción del tejido de la realidad, en el cual se puede ver el Vórtice del Tiempo. Algunos se inspiran, otros se vuelven locos (como se sugiere le sucedió al Amo), y otros huyen. Cuando le preguntan al Doctor cual de ellos fue él, respondió: "Oh, uno de los que huyen—¡Nunca he parado!"
En The End of Time, El Amo describe junto al Doctor sus experiencias, diciendo: "Yo tenía haciendas. ¿Recuerdas las tierras de mi padre en casa? Praderas de pasto rojo, que se extendían lejos hasta las faldas del Monte Perdición. Solíamos correr por esos campos todos los días, evocando el cielo".
Los atisbos más completos a la infancia del Doctor se encuentran en la novela de Virgin New Adventures Lungbarrow; de todas formas, como ocurre con todo el material de Doctor Who no televisado, la canonicidad de esta historia es incierta. Lungbarrow describe al Doctor como uno de 45 primos crecidos de la matriz genética de la Casa, ya adulto. (En la continuidad de New Adventures, los Señores del Tiempo no son capaces de reproducción sexual, y sobreviven a través de matrices genéticas, produciendo una cuota de primos). El Jefe de Familia General Ordinal Quences sabía que el Doctor tenía un destino especial, y construyó para él un robot tutor llamado Badger y planeó la eventual ascensión del Doctor al cargo de Presidente. A compañeros primos les molestaba la posición del Doctor, y la mayor parte de su niñez sufrió matonaje por su primo Glospin, y fue igualmente tratado por la Ama de Llaves Satthralope. Eventualmente se rebeló contra los planes de grandeza de Quences y fue exiliado de la familia, robando una TARDIS y dejando Gallifrey. Esta representación de los eventos al parecer se contradice con The Sound of Drums, mostrando al Amo de niño. La novela de BBC Books The Infinity Doctors, por ejemplo, declara que el Doctor nació de la matriz, pero también añade que era el de un explorador Gallifreyano y una madre humana.

### Familia del Doctor

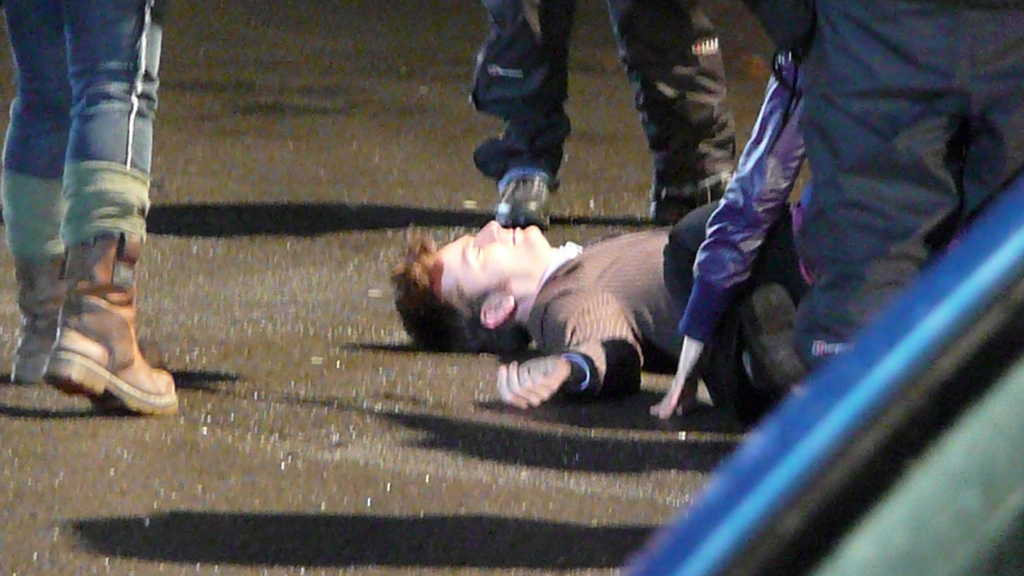
Imagen de David Tennant caracterizado como el Décimo Doctor durante el rodaje de "La Tierra robada" (2008).

Referencias a la familia del Doctor han sido escasas en el transcurso de la serie. Durante las primeras dos temporadas, viajaba junto a su nieta, Susan Foreman; y aparentemente alguna vez tuvo un hermano, como se menciona anteriormente.
Durante su segunda encarnación, cuando le interrogan sobre su familia, el Doctor responde que "sus recuerdos de ellos siguen vivos cuando él quiere que lo estén, de otra forma, duermen en su mente" (The Tomb of the Cybermen). En The Time Monster, el Tercer Doctor afirma que cuando era niño vivía en una casa a la mitad de la ladera de una montaña. En The Curse of Fenric, cuando le preguntan si tiene familia, el Séptimo Doctor contesta que no sabe, dejando entrever que les pudieron haber ocurrido algún suceso inespecífico.
En Fear Her, el Décimo Doctor menciona que "una vez fue padre", pero cambia rápidamente de tema. Hace la misma declaración a Donna en The Doctor's Daughter, cuando asume que tiene un "shock Paternal". Más tarde en el mismo episodio clarifica que fue padre, pero se perdió para él durante la Guerra del Tiempo. En The Empty Child, el Dr. Constantine le dice "Antes de comenzar esta guerra, yo era padre y abuelo. Ahora no soy ninguno. Pero sigo siendo doctor". La respuesta del Doctor fue "Sí, conozco esa sensación". Cuando Amy Pond le pregunta si es padre en The Beast Below, el Doctor simplemente cambia de tema. Cuando el Doctor le regala a la hija recién nacida de Rory y Amy un viejo moisés en A Good Man Goes to War, Amy nuevamente le pregunta si tiene hijos. Él no responde, pero sí dice que la cuna era suya de cuando era bebé. En Night Terrors, el Doctor intenta entretener a un niño hablándole de cuentos de hadas que solía escuchar y usa su destornillador sónico para hacer que los juguetes del niño se muevan. El Doctor entre dientes dice que está "un poco oxidado en esto".
Menciona a su padre en la película de televisión de 1996 Doctor Who, en la cual también indica que su madre era humana.
En The Doctor's Daughter, la información genética del Doctor fue robada y usada para crear una soldado, dando como resultado una joven mujer llamada Jenny (representada por Georgia Moffett, verdadera hija de Peter Davison y esposa de David Tennant) como su hija. Ella lo reconoce como su padre. Al final del episodio, Jenny es asesinada, pero se regenera y roba un cohete, intentando convertirse en una aventurera como su padre. No está indicado si regresará.
Para el final de temporada, en Journey's End, un Doctor semi-humano es creado a partir de su mano cercenada cuando el Doctor transfiere su energía de regeneración a la mano para prevenir una regeneración completa de su propio cuerpo. Ambos Doctores comparten los mismos recuerdos hasta ese punto, pero el Doctor semi-humano también tiene elementos de la personalidad de Donna Noble así como su ADN como resultado de que ella hubiese tocado la mano, lo que causó la regeneración en primer lugar. El Doctor "Meta-Crítico" sólo tiene un corazón y no puede regenerarse.
En el episodio Blink, el Doctor comenta que nunca fue bueno en las bodas, especialmente en la suya propia. Según lo que dijo en su saludo a Ood Sigma en The End of Time y en su irrupción a Dorium Maldovar en The Wedding of River Song, en algún punto entre The Waters of Mars y el comienzo de The End of Time, el Doctor también se casó con la "Buena Reina Bess". Durante su saludo, declara que "su apodo ya no es..." antes de ser interrumpido, y señala en retrospectiva que "eso fue un error". Existe la posibilidad de que el Doctor sólo estuviese bromeando ahí, pero de todas formas la historia persistió, ya que la sucesora distante de la Reina, Liz Diez (The Beast Below) comenta: "¡Y tanto por la Reina Virgen, tú, niño malo, malo!". En A Christmas Carol, el Doctor se halló comprometido con Marilyn Monroe, pero después alega que "la boda no tuvo lugar en una capilla legítima". Cuando River Song aparece en Time of Angels, Amy le pregunta al Doctor y a River si están casados el uno con el otro. El Doctor dice que sí, pero eso es en el futuro, aunque en el pasado de ella; mientras que la respuesta de River parece afirmativa pero ambigua. En The Big Bang, el Doctor le pregunta a River Song si está casada; ella pregunta si él está preguntando, y el Doctor responde que lo está. Su respuesta deja al Doctor confundido, preguntándose si ella había pensado que él le había propuesto matrimonio y ella aceptado. River responde con otro enigmático "sí".

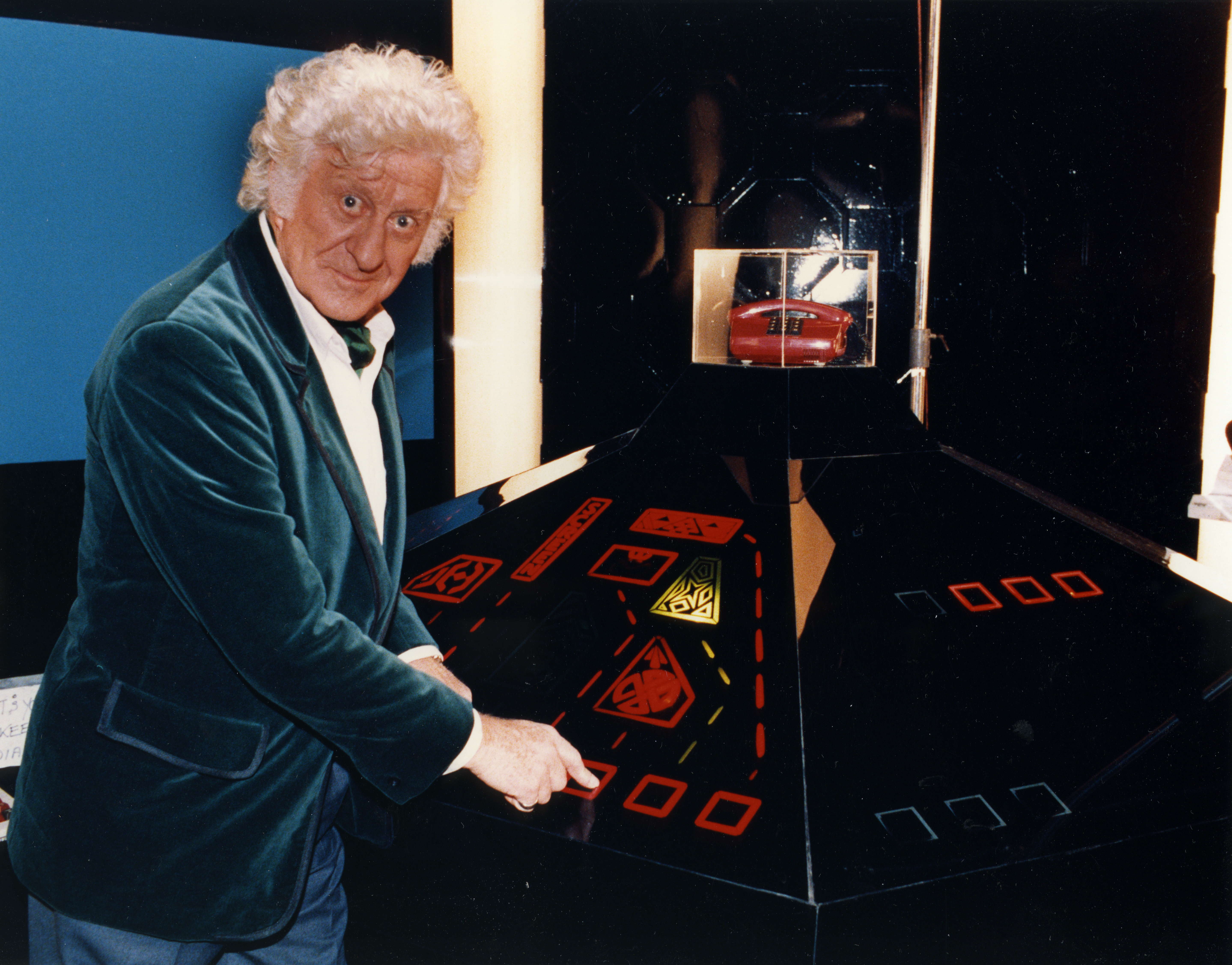
John Pertwee como el Tercer Doctor.

En The End of Time, un sujeto misterioso, solo referida en los créditos como "La Mujer", se le aparece por sorpresa a Wilfred Mott en ambos episodios. Más tarde se revela que ella es una Señora del Tiempo disidente, quien se oponía al plan del Alto Consejo de los Señores del Tiempo de escapar de la Guerra del Tiempo. Cuando revela su rostro al Doctor, su reacción indica que él la reconoce. Cuando más tarde Wilfred le pregunta al Doctor sobre la identidad de la mujer, el Doctor evade responder la pregunta, dejando incierta la conexión. Julie Gardner, en el comentario del episodio, declara que mientras que unos han especulado que la Señora del Tiempo es la madre del Doctor, ni ella ni Russel T Davies desean comentar su identidad. En Doctor Who: The Writer's Tale - The Final Chapter, Russell T Davies declara que creó el personaje para que fuese la madre del Doctor, y eso fue lo que se le dijo a Claire Bloom cuando le fue otorgado el papel.
En The Wedding of River Song, el Doctor se casa con River Song, haciéndola su esposa. Esto también vuelve a Amy Pond y Rory Williams sus suegros, así como también ambas familias Pond-Williams relacionadas con él.

#### Familia no canónica
En una cantidad de material derivado, han aparecido algunos individuos emparentados con el Doctor que no han vuelto a aparecer en la serie de televisión.
En las historietas del Primer y Segundo Doctor, el Doctor viajaba con dos de sus nietos llamados John y Gillian.
En la novela Legacy of the Daleks, se revela que Susan y su esposo David adoptan tres niños a los que llaman David Campbell Jr., Ian y Barbara; llamados así por el mismo David, Ian Chesterton y Barbara Wright respectivamente.
En la novela Father Time, el Octavo Doctor, durante su exilio centenario en la Tierra, encontró una Señora del Tiempo niña huérfana llamada Miranda, a la cual adoptó y crio hasta que cumplió 16. Al tiempo, Miranda regresó con el Doctor junto con su hija Zezanne en la novela Sometime Never.... También fue la protagonista en una serie de historietas de tres números publicada por Comeuppance Comics en 2003. El autor Lance Parkin, quien ideó el personaje, ha dejado entrever que su verdadero padre es en verdad una futura encarnación del Doctor, lo cual de ser cierto, haría que Zezanne fuese la nieta del Doctor.

### Los inicios
El personaje del Doctor fue creado por el director de Dramáticos de la BBC Sydney Newman.
El primer documento de formato para la serie que se convertiría en Doctor Who —en ese entonces provisionalmente llamada "The Troubleshooters" (Los Resuelveproblemas)— fue escrito en marzo de 1963 por C. E. Webber, un escritor de la BBC quien había sido traído para ayudar a desarrollar el proyecto. El documento de Webber contenía un protagonista descrito como "Un hombre maduro, de entre 35 y 40 años, con alguna 'excentricidad'". De todas formas, Webber no estaba muy convencido de la idea y —junto con muchos otros cambios al formato inicial de Webber— creó un protagonista alternativo llamado "Dr. Who" (Dr. Quién): Un anciano con muchas mañas que pilota una máquina del tiempo robada, huyendo de su propio mundo futurista. Ningún registro escrito de la comunicación de Newman de estas ideas —que se creen concebidas en abril de 1963— existe, y el personaje del "Dr. Who" aparece por primera vez en documentación en mayo de ese año.
El personaje fue primeramente representado por William Hartnell en 1963. Cuando Hartnell dejó la serie después de tres años por su salud enferma y el rol le fue entregado al respetado actor Patrick Troughton. A la fecha, las producciones televisivas oficiales han representado once distintas encarnaciones del Doctor (debido a la muerte de Hartnell en 1975, el actor Richard Hurndall lo sustituyó en su rol como el Primer Doctor en el serial The Five Doctors de 1983, resultando en un total técnico de doce actores). De ellos, el que más duró en pantalla fue el Cuarto Doctor, representado por Tom Baker. Actualmente, el Duodécimo Doctor es representado por Peter Capaldi.
En el comienzo del programa, nada se sabe del Doctor; ni siquiera su nombre, cuya forma verdadera continúa siendo un misterio. En el primer serial, An Unearthly Child, dos profesores de la Escuela Coal Hill en Londres, Barbara Wright e Ian Chesterton, se intrigan por una de sus estudiantes, Susan Foreman, quien da muestra de gran inteligencia y conocimientos inusualmente avanzados. Al seguirla a un deshuesadero en el 76 de Totter's Lane, se encuentran con un extraño anciano y oyen la voz de Susan proviniendo de dentro de lo que parece ser una cabina de policía. Abriéndose paso a la cabina, los profesores descubren que el exterior es en realidad un camuflaje para el dimensionalmente trascendental interior de la TARDIS. El anciano, a quien Susan llama "abuelo", posteriormente secuestra a Barbara y a Ian para prevenir que divulguen a cualquiera la existencia de la nave, llevándolos a una aventura por el espacio y el tiempo.

## Actores

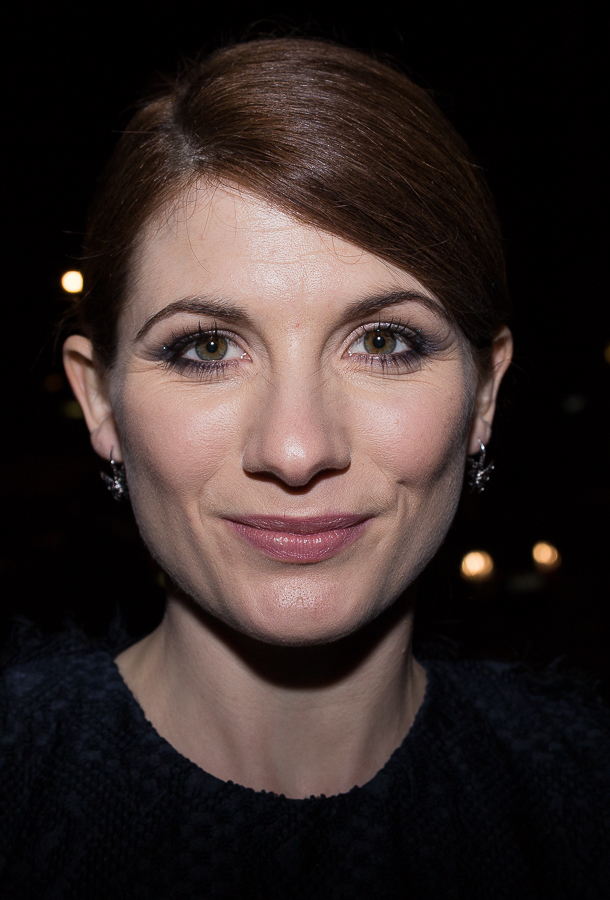
Jodie Whittaker, quien interpretó a la Decimotercera Doctora desde 2017.

Este es el orden cronológico (en términos de argumento) de los actores que interpretaron a cada encarnación del Doctor. Se incluyen los plazos de su aparición regular sin contar reapariciones especiales posteriores salvo el Octavo y el Doctor Guerrero que solo aparecieron en emisiones especiales, y el Séptimo Doctor cuya escena de regeneración se dio en una emisión especial. Cuatro de los actores que personificaron al Doctor son escoceses, el resto son ingleses.
- Primer Doctor: William Hartnell (1963–1966)
- Primer Doctor: Peter Cushing (1965–1966)
- Segundo Doctor: Patrick Troughton (1966–1969)
- Tercer Doctor: Jon Pertwee (1970–1974)
- Cuarto Doctor: Tom Baker (1974–1981)
- Quinto Doctor: Peter Davison (1981–1984)
- Sexto Doctor: Colin Baker (1984–1986)
- Séptimo Doctor: Sylvester McCoy (1987–1989, 1996)
- Octavo Doctor: Paul McGann (1996, 2013)
- Doctor Guerrero: John Hurt (2013)
- Noveno Doctor: Christopher Eccleston (2005)
- Décimo Doctor: David Tennant (2005–2010)
- Undécimo Doctor: Matt Smith (2010–2013)
- Duodécimo Doctor: Peter Capaldi (2013–2017)
- Decimotercer Doctorː Jodie Whittaker (2017-2022)[4]
- Doctor Fugitivo: Jo Martin (2020)[5]
- Decimocuarto Doctorː David Tennant (2022-2023)
- Decimoquinto Doctorː Ncuti Gatwa (2023-)